# Verklärungskathedrale (Tambow)

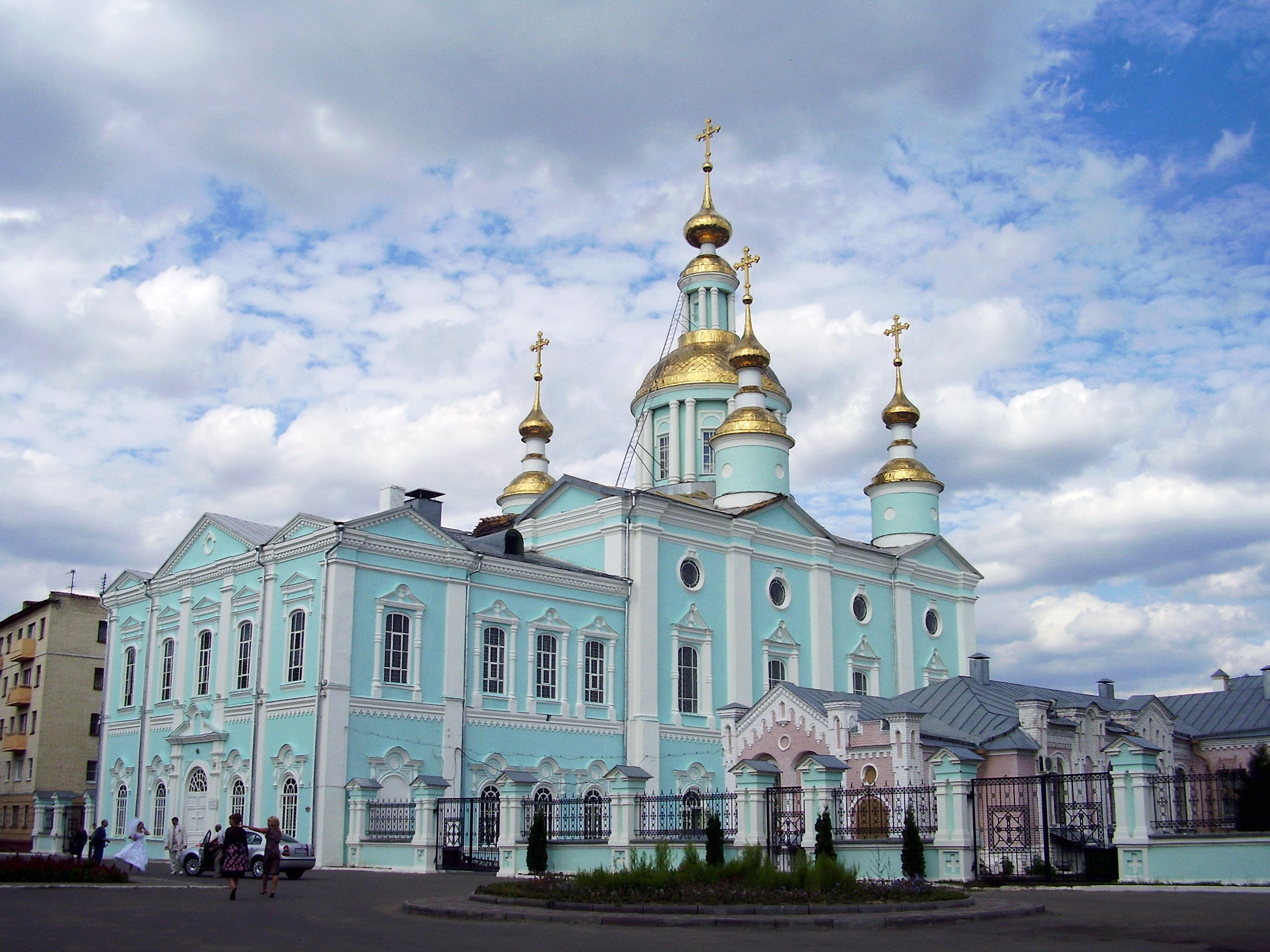
Die Verklärungskathedrale in Tambow

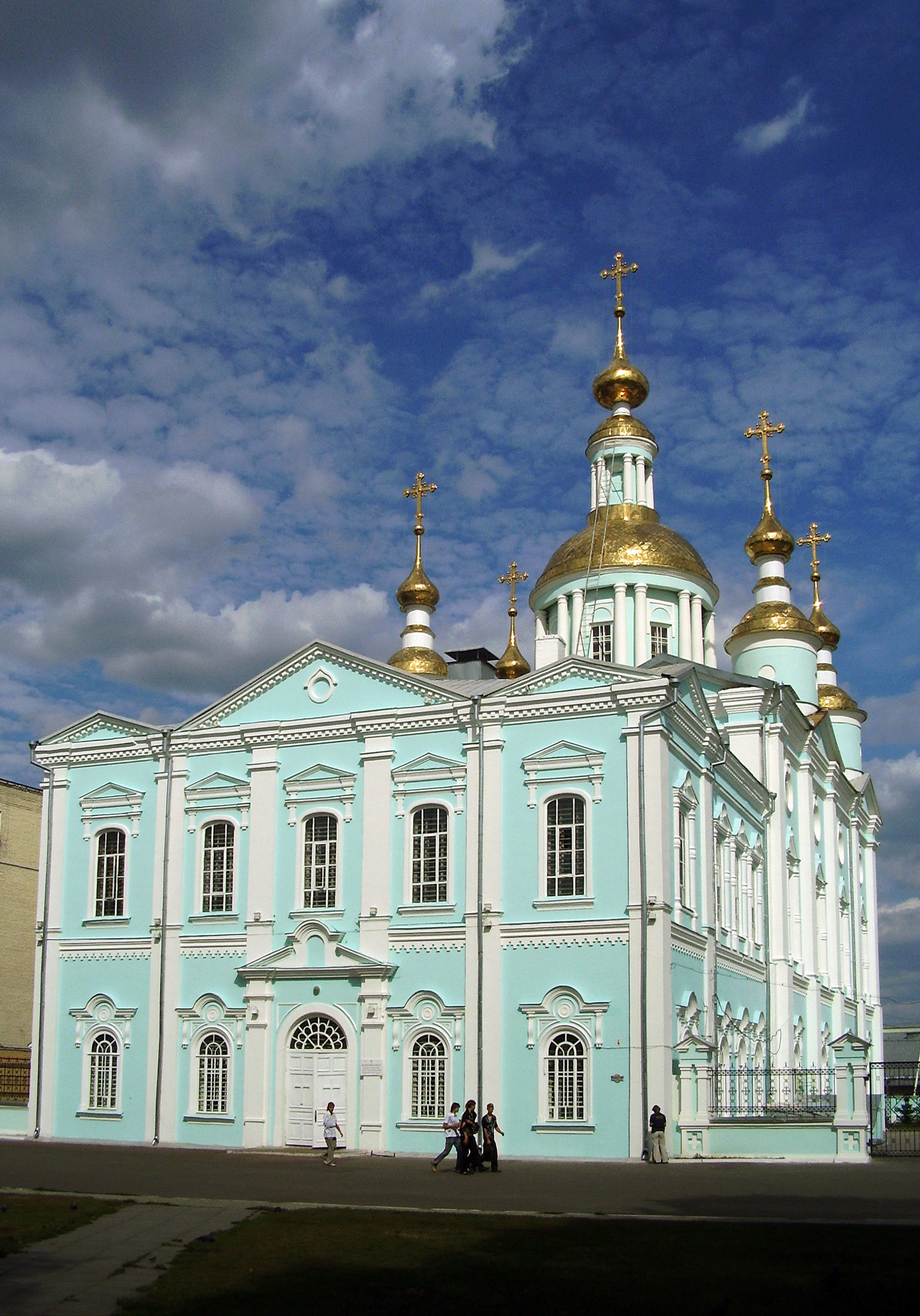
Ansicht von Westen

Die Verklärungskathedrale (russisch Спасо-Преображенский собор) ist eine russisch-orthodoxe Kathedrale in der Stadt Tambow in Russland. Erbaut wurde die Kathedrale von 1694 bis 1783 im Zentrum der Stadt.

## Geschichte
Mit dem Bau der Verklärungskathedrale wurde 1694 begonnen. Veranlasst wurde der Bau einer neuen Kathedrale vom damaligen Bischof Pitirim von Tambow. Entstehen sollte der Sakralbau anstelle einer kleinen hölzernen Verklärungskirche.
Bischof Pitirim starb jedoch, bevor der Bau vollendet wurde. Er wurde in einer Gruft in der Nähe der Kathedrale beigesetzt. Fertiggestellt werden konnte das größte Kirchengebäude Tambows erst 1783 mit Hilfe von Matvej Borodin, einem städtischen Kaufmann.
1812 wurde in hundert Meter Entfernung von der Verklärungskathedrale ein Glockenturm errichtet. Zu Beginn des 20. Jahrhunderts besuchten Zar Nikolaus II., Großfürstin Jelisawjeta Fjodorowna Romanowa und Johannes von Kronstadt die Kathedrale.
Durch eine Entscheidung der lokalen Behörden wurde sie, wie viele Kirchen zu dieser Zeit, im Jahr 1930 geschlossen. In dem Gebäude wurde ein regionales Museum untergebracht.
Nach dem Zusammenbruch der Sowjetunion wurde die Kathedrale im August 1992 wieder der Diözese Tambow übergeben.

## Architektur
Die Kirche vereint das vorherrschende russische Kathedralmodell – kubische Grundform, kuppelartiger Zentralturm mit vier kleineren Begleitern in den Ecken – mit Schmuckformen des europäischen Rokoko, zu denen auch die pastellgrüne Farbgebung zu rechnen ist. Abweichend vom Schema ist an das Quadrat ein zusätzliches Joch von gleicher Höhe und ein niedrigeres Langhaus mit dem Hauptportal angefügt.